# Свети Никола (Царев двор)
Вижте пояснителната страница за други значения на Свети Архангел Михаил.
„Свети Никола“ (на македонска литературна норма: „Свети Никола“) е възрожденска православна църква в преспанското село Царев двор, част от Преспанско-Пелагонийската епархия на Македонската православна църква – Охридска архиепископия.

## Местоположение
Църквата е разположена в северната махала на селото и е наричана „Свети Никола Горни“.

## История
Построена е в 1875 година. В църквата е оформена паметна стая и на източната стена има плоча поставена от Общинския комитет на Съюза на борците от НОБ в Ресен, на която пише:
| „ | Во тремот на оваа црква живееше од есента 1941 година до пролетта 1942 година и оттука неуморно работеше на јакнење на партиската организација и подготовките за вооружено востание во Преспа, инструкторот на ПК на КПЈ за Македонија, Јосиф Јосифовски-Свештарот. В трема на тая църква живееше от есента 1941 година до пролетта 1942 година и оттука неуморно работеше за заздравяване на партийната организация и подготовките за въоръжено въстание в Преспа, инструкторът на ПК на КПЮ за Македония, Йосиф Йосифовски-Свещарот. | “ |

## Легенда
Легендата гласи, че селяните си наумили да изградят своя църква, но турските власти не позволявали. Тогава селяните си послужили с необичаен трик. Взели един камък и на него издялали кръст. През есента го закопали в земята, където искали да издигнат църква. Пролетта отишли при надлежните турски власти със своето искане и им рекли, че ако копаят на посоченото място, ще има „Божи знак“. Турците в крайна сметка отстъпили и позволили да се копае на мястото, а когато бил открит камъкът, било позволено и изграждането на църквата.